# Frankfurt-Niederrad
Niederrad is een stadsdeel van Frankfurt am Main. Het stadsdeel ligt in het zuiden van Frankfurt. Niederrad is met ongeveer 23.000 inwoners een van de grootste stadsdelen van Frankfurt. Het heeft een groot bedrijventerrein. Van alle stadsdelen van Frankfurt buiten het centrum staan hier de meeste kantoorgebouwen. Ook het universiteitsziekenhuis is in Niederrad gevestigd.

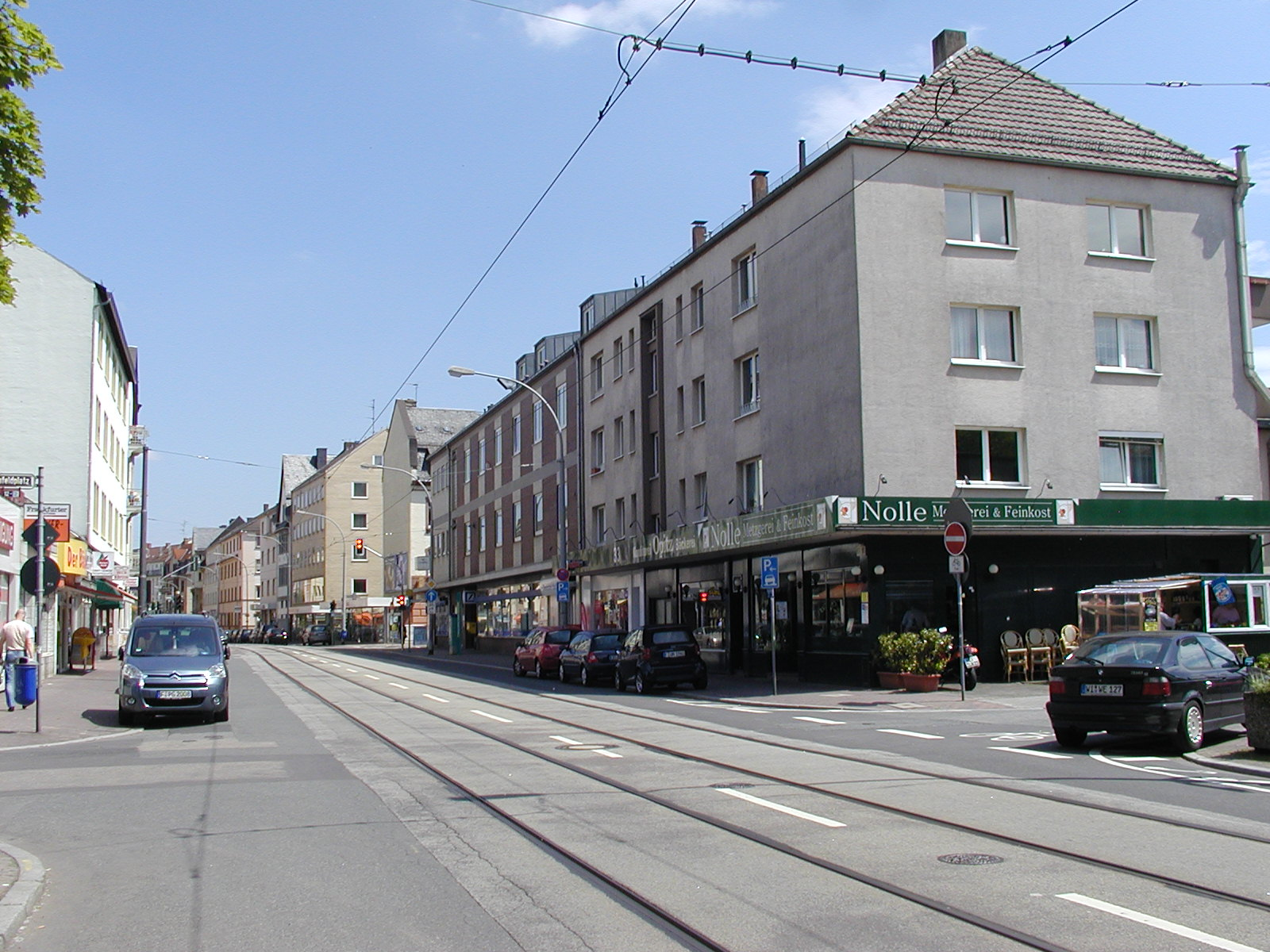
Het centrum van Niederrad

Altstadt · Bahnhofsviertel · Bergen-Enkheim · Berkersheim · Bockenheim · Bonames · Bornheim · Dornbusch · Eckenheim · Eschersheim · Fechenheim · Flughafen · Frankfurter Berg · Gallus · Ginnheim · Griesheim · Gutleutviertel · Harheim · Hausen · Heddernheim · Höchst · Innenstadt · Kalbach-Riedberg · Nied · Nieder-Erlenbach · Nieder-Eschbach · Niederrad ·  Niederursel · Nordend · Oberrad · Ostend · Praunheim · Preungesheim · Riederwald · Rödelheim · Sachsenhausen · Schwanheim · Seckbach · Sindlingen · Sossenheim · Unterliederbach · Westend · Zeilsheim